# Agentul Dwight Harris
Agentul Special Dwight Harris, interpretat de Matt Servitto ete un personaj fictiv în seria TV distribuită de HBO, Clanul Soprano. Este agent FBI iar misiunea sa este de a se ocupa de cazul lui Tony Soprano. Un personaj minor în primele cinci sezoane, Harris are un rol mult mai important în ultimul sezon când îl ajută decisiv pe Soprano în războiul său cu Phil Leotardo.